# Вільгельм Мессель
Рудольф Максиміліан Генріх Вільгельм Мессель (нім. Rudolf Maximilian Heinrich Wilhelm Mössel; 20 жовтня 1897, Мюнхен — 5 вересня 1986, Пассау) — німецький офіцер, контрадмірал крігсмаріне.

## Біографія
4 липня 1916 року вступив добровольцем на флот. Підготовку пройшов у військово-морському училищі в Мюрвіку (1916) та на важкому крейсері «Фрейя». Учасник Першої світової війни, служив на лінійних кораблях і легких крейсерах.
Після демобілізації армії залишений на флоті, служив вахтовим і радіоофіцером. З 3 жовтня 1922 року — 1-й радіоофіцер на лінійному кораблі «Брауншвейг», з 19 вересня 1924 року — офіцер зв'язку в Боркумі, з 23 березня 1925 року — ад'ютант начальника Командного відділу Морського керівництва. З 29 вересня 1927 року — вахтовий офіцер на лінійному крейсері «Ельзас», з 25 лютого 1930 року — офіцер зв'язку на лінійному кораблі «Шлезвіг-Гольштейн». 3 жовтня 1930 року переданий в розпорядження інспектора бойової підготовки. З 23 вересня 1933 року — радник Торпедної інспекції, з 1 грудня 1933 року — Відділу флоту. Займався питаннями морської авіації та координацією спільних дій з люфтваффе. 1 лютого 1937 року переведений в Генштаб люфтваффе.
26 серпня 1939 року призначений офіцером зв'язку при головнокомандувачі люфтваффе і провів на цій посаді всю Другу світову війну. До його обов'язків входило забезпечення співпраці між родами військ, проте загалом люфтваффе надавало досить обмежену підтримку ВМС. 11 травня 1945 року взятий в полон союзниками. 6 березня 1947 року звільнений.

## Звання
- Доброволець (4 липня 1916)
- Боцмансмат (29 січня 1917)
- Фенріх-цур-зее (26 квітня 1917)
- Лейтенант-цур-зее (18 вересня 1918)
- Оберлейтенант-цур-зее (1 квітня 1922)
- Капітан-лейтенант (1 червня 1929)
- Корветтен-капітан (1 вересня 1935)
- Фрегаттен-капітан (1 квітня 1939)
- Капітан-цур-зее (1 липня 1940)
- Контрадмірал (1 жовтня 1944)

## Нагороди
- Залізний хрест 2-го класу (9 травня 1918)
- Почесний хрест ветерана війни з мечами (25 листопада 1934)
- Медаль «За вислугу років у Вермахті» 4-го, 3-го і 2-го класу (18 років; 2 жовтня 1936) — отримав 3 нагороди одночасно.
- Медаль «У пам'ять 13 березня 1938 року» (16 грудня 1938)
- Медаль «У пам'ять 1 жовтня 1938 року»
- Застібка до Залізного хреста 2-го класу (6 жовтня 1939)
- Залізний хрест 1-го класу (6 червня 1940)